# Акуленко, Прокопий Семёнович
Прокопий Семенович Акуленко (20 марта 1913, Чаны — 27 января 1982) — советский военный летчик, генерал-лейтенант авиации.

## Биография
Родился 20 марта 1913 года на станции Чаны (ныне районный центр Новосибирской области РФ) в семье железнодорожника. Русский.
В Красной армии с 1930 года. Член ВКП(б) с 1932 года. В 1933 году окончил 7-ю Сталинградскую военную авиационную школу летчиков. В звании лейтенанта служил младшим летчиком 107-й авиационной эскадрильи 83-й истребительной авиационной бригады Белорусского военного округа.
Участник Гражданской войны в Испании с 13 октября 1936 года по 26 июля 1937 года.
Командовал звеном истребителей. По собственным воспоминаниям, совершил более 250 боевых вылетов, сбил лично 6 самолетов противника и 7 в группе.
После возвращения из Испании командовал 33-м авиационным полком. В 1939 году за злоупотребления алкоголем и пьяный дебош был понижен в должности до помощника командира полка.
В звании капитана и в должности помощника командира 145-го ВАП принимал участие в советско-финской войне. В 1940 году получил воинское звание майора. С 1940 года был командиром 164-го истребительного авиационного полка.
Участвовал в Великой Отечественной войне с 22 июня 1941 года. Во главе своего полка воевал на Юго-Западном фронте, в первый же день войны сбил в групповых боях в районе Львова два самолета Хе-111, сам был тяжело ранен в живот. После лечения в госпитале стал заместителем, а с декабря 1942 года командиром 2-го запасного авиационного полка. Летал на ЛаГГ-3, Як-7, Ла-5, на иностранных истребителях Харрикейн, Мустанг, Р-39. До мая 1943 года имел общий налет 1 700 часов, в том числе боевого налета 250 часов. Позже стал командиром 2-й запасной авиационной бригады. Одним из первых советских летчиков облетал американский истребитель Р-39 «Аэрокобра» и руководил обучением советских летчиков иностранной авиационной техникой. Под его командованием личный состав этого соединения подготовил почти девять тысяч летчиков-истребителей, принял с авиазаводов и передал воздушным армиям фронтов свыше 13 тысяч самолетов. Закончил войну в звании подполковника.
После окончания войны продолжал служить в авиации, был начальником Центра переучивания ВВС. 
30 декабря 1946 года вместе с другими лётчиками совершил первый перелёт на советских реактивных самолётах по маршруту Москва-Горький.
Окончил Военную академию Генштаба имени Ворошилова. Уволился в запас в 1971 году в звании генерал-лейтенанта авиации. Проживал в городе Москве.
Умер 27 января 1982 года.

## Награды
Награждён:
- два ордена Ленина (16.05.1947[3], 26.10.1955[4])
- шесть орденов Красного Знамени (02.01.1937[3], 04.07.1937[3], 21.05.1940[3], 05.02.1947[3], 20.09.1947[3], 15.11.1950[4])
- орден Отечественной войны 1-й степени[3]
- орден Трудового Красного Знамени[3]
- два ордена Красной Звезды (04.09.1943[3], 06.11.1945[4])

медали в том числе:
- «За боевые заслуги» (03.11.1944)[4]
- «XX лет Рабоче-Крестьянской Красной Армии» (24.1.1938)[3]
- «За оборону Киева» (21.06.1961)[3]
- «За победу над Германией в Великой Отечественной войне 1941—1945 гг.»
- «Ветеран Вооружённых Сил СССР»